# 鳥取市立青谷小学校
鳥取市立青谷小学校（とっとりしりつ あおやしょうがっこう）は、鳥取県鳥取市青谷町青谷にある公立小学校。

## 概要
2007年、旧青谷町内5校が統合し、開校した。

## 沿革
統合前の青谷小は名目上閉校し統合後は新設校扱いであるが、校舎・校名はそのままで校章・校歌は新たに制定された。
統合前
- 1873年（明治6年）3月30日 - 潮津村空町浄土宗専念寺の庫裡を修理して校舎とし、潮津小学開校。
- 1877年（明治10年）5月 - 青谷小学と改称。
- 1882年（明治15年）9月 - 奥崎小学校・絹見小学校・長和瀬小学校は分校になる。
- 1883年（明治16年）4月 - 奥崎分校廃止、灘屋分校を設置。
- 1887年（明治20年）4月 - 青谷尋常小学校と改称。
- 1887年（明治20年）5月 - 長和瀬・絹見の両分校は合併し、長絹簡易小学校と称する。
- 1890年（明治23年） - 長絹簡易小学校は廃止、本校と中郷簡易小学校が分かれる。
- 1893年（明治26年） - 高等科を併置し、青谷尋常高等小学校と改称。
- 1900年（明治33年）4月 - 山西高等小学校が創立され、本校高等科の併置を解き青谷尋常小学校と改称。
- 1910年（明治43年） - 高等小学校解散に伴い、高等科を併置し青谷尋常高等小学校と改称。
- 1941年（昭和16年）4月1日 - 国民学校令により青谷国民学校と改称。
- 1947年（昭和22年）4月1日 - 学制改革により青谷町立青谷小学校と改称。
- 1982年（昭和57年）2月20日 - 全校舎改築竣工。
- 2004年（平成16年）11月1日 - 気高郡青谷町が鳥取市に編入され、鳥取市立青谷小学校と改称。
- 2007年（平成19年）3月23日 - 閉校式挙行。

統合後
- 2007年（平成19年）4月 - 旧気高郡青谷町内5小学校（青谷・日置谷・日置・中郷・勝部）を統合、1校2校舎で開校、旧青谷小を北校舎と称し旧日置谷小を南校舎と称した。
- 2010年（平成22年）3月31日 - 耐震補強工事・大規模改修工事完了。
- 2010年（平成22年）4月1日 - 南校舎を統合し完全統合。

## 通学区域
旧青谷町全域に相当する。
- 青谷町青谷、青谷町井手、青谷町紙屋、青谷町亀尻、青谷町北河原、青谷町絹見、青谷町楠根、青谷町桑原、青谷町栄町、青谷町澄水、青谷町田原谷、青谷町露谷、青谷町長和瀬、青谷町鳴滝、青谷町八葉寺、青谷町山田、青谷町吉川、青谷町大坪、青谷町奥崎、青谷町小畑、青谷町河原、青谷町善田、青谷町蔵内、青谷町早牛、青谷町山根、青谷町養郷

## 進学先中学校
- 鳥取市立青谷中学校

## 交通アクセス
- JR山陰本線 青谷駅より800 m。

## 周辺の主な施設
- 鳥取県立青谷高等学校（隣接）
- あおや郷土館
- 青谷上寺地遺跡展示館

## 著名な関係者
- 山田季治（鳥取藩士） - 潮津小学の初代校長[1]
- 森翔平（プロ野球選手）